# کاگه‌موشا
کاگه‌موشا یا شبح جنگجو (به ژاپنی: 影武者 Kagemusha) فیلمی است به کارگردانی آکیرا کوروساوا کارگردان مشهور ژاپنی. این فیلم برداشتی است از مرگ تاکدا شینگن که در اوایل سال ۱۵۷۳ درگذشت. پس از او پسرش تاکدا کاتسویوری که نسبت به پدرش از توانایی کمتری برخوردار بود، به ریاست خاندان تاکدا رسید؛ داستان فیلم در این خصوص است. این فیلم توانست در سال ۱۹۸۰، اولین و آخرین نخل طلای کوروساوا را در جشنواره کن برای او به ارمغان بیاورد.

## بازیگران
- تاتسویا ناکادای در نقش تاکدا شینگن/کاگه‌موشا
- تسوتومو کامازاکی در نقش تاکدا نوبوکادو
- کنیچی هاگیوارا در نقش تاکدا کاتسویوری
- جینپاچی نزو در نقش تسوچیا سوهاچیرو
- هیدجی اوتاکی در نقش یاماگاتا ماساکاگه
- دایسوکه ریو در نقش اودا نوبوناگا
- ماسایوکی یوی در نقش توکوگاوا ایه‌یاسو
- کائوری موموئی در نقش اوتسویا نو کاتا
- میتسوکو بایشو در نقش اویو نو کاتا
- هیدئو موروتا در نقش بابا نوبوهارو
- تاکایوکی شیهو در نقش نایتو ماساتویو
- کوجی شیمیزو در نقش آتوبه کاتسوسوکه
- نوبورو شیمیزو در نقش هارا ماساتانه
- سن یاماموتو در نقش اویامادا نوبوشیگه
- شوهی سوگیموری در نقش کوساکا ماسانوبو
- تاکاشی شیمورا در نقش تاگوچی گیوبو
- اِی‌ایچی کاناکوبو در نقش اوئسوگی کنشین